# Neurigona pectinata
Neurigona pectinata är en tvåvingeart som beskrevs av Becker 1922. Neurigona pectinata ingår i släktet Neurigona och familjen styltflugor. Inga underarter finns listade i Catalogue of Life.